# 博雷 (意大利)

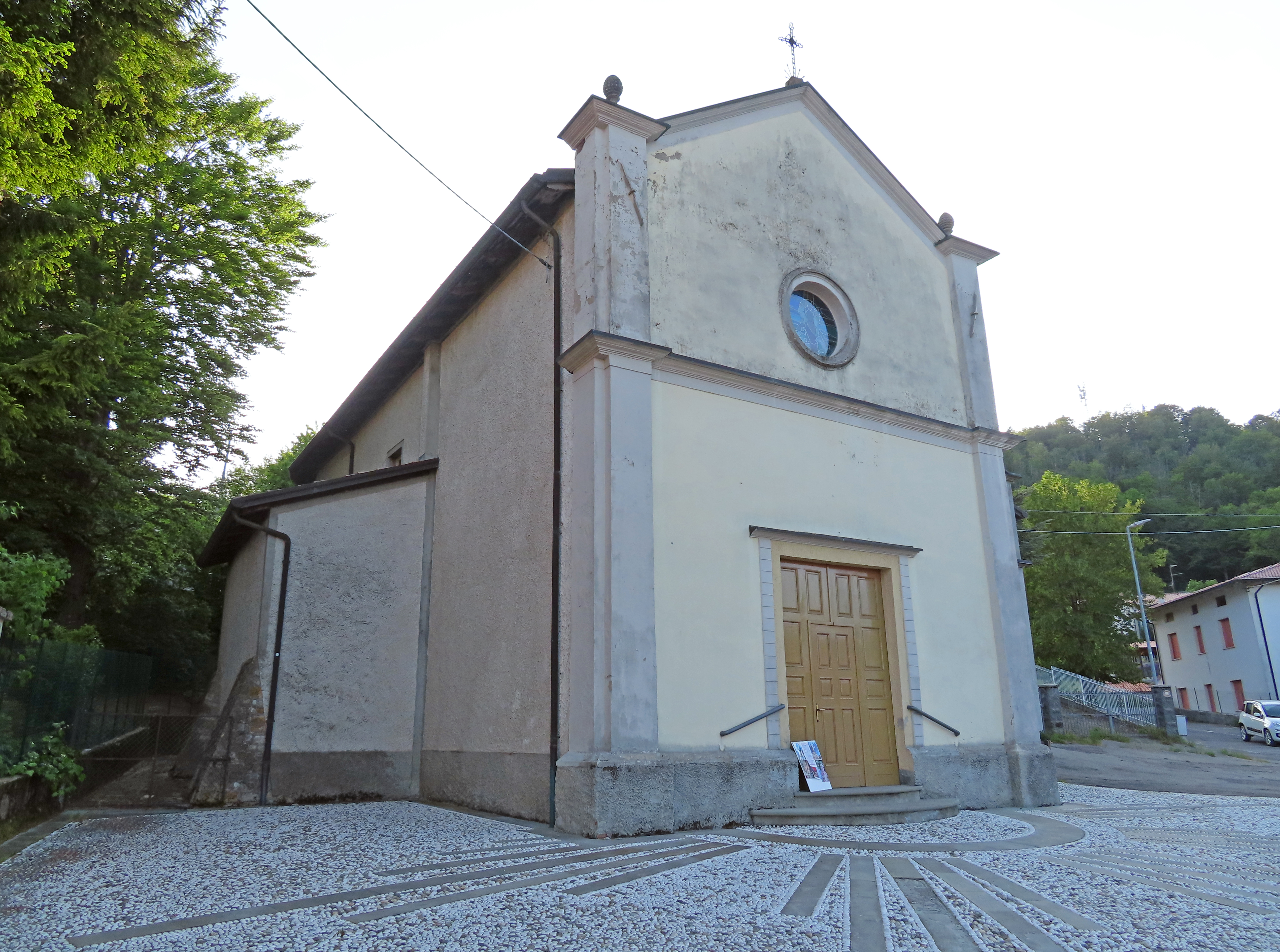
教堂

博雷（義大利語：Bore）是意大利艾米利亚-罗马涅大区帕爾馬省的市镇。市镇面积为43平方公里，2007年人口数量为833人。